# 篠崎街道
篠崎街道（しのざきかいどう）とは、東京都江戸川区一里塚交差点から同区今井橋までを縦断する全長約7.5kmの幹線道路である。
この街道は、江戸時代初期に江戸川河口に位置していた行徳塩田を氾濫による洪水被害から守るため江戸川を広く開削し、その際に葛西側に築いた堤防線の上をほぼ通っている。

## 正式路線名
- 東京都道451号江戸川堤防線 : 一里塚交差点 - ポニーランド前交差点間
- 江戸川区道 : ポニーランド前交差点 - 名称無し交差点（江戸川3丁目）
- 東京都道450号新荒川葛西堤防線 : 名称無し交差点（江戸川3丁目） - 名称無し交差点（今井橋）

## 交差している道路
- 東京都道451号江戸川堤防線：一里塚交差点
- 国道14号（千葉街道）：一里塚交差点
- 国道14号（京葉道路）：名称無し交差点 ※京葉道路一般道路部分終点
- E14 京葉道路（有料道路部分の無料区間） ※接続無し・アンダーパス
- 東京都道450号新荒川葛西堤防線 : ポニーランド前交差点 ※東京都道451号江戸川堤防線終点
- 東京都道・千葉県道501号王子金町市川線（柴又街道）：南篠崎二丁目交差点
- 東京都道450号新荒川葛西堤防線 : 名称無し交差点（江戸川3丁目）
- 東京都道・千葉県道50号東京市川線（新大橋通り）：名称無し交差点（今井橋）
- 東京都道450号新荒川葛西堤防線：名称無し交差点（今井橋）